# Crater 2
Crater 2 (Чаша 2) — карликова галактика, виявлена на орбіті Чумацького Шляху, розташована приблизно на відстані 391 000 св. р. від Землі. Crater 2 була виявлена в сузір'ї Чаша у квітні 2016 року шляхом візуалізації даних VST ATLAS Survey. Галактика має ефективний радіус ~ 1100 пк, що робить її четвертим за величиною супутником Чумацького Шляху. Світність Crater 2 складає MV ≈ -8. Crater 2 — зоряна система, яка має одну з найнижчих поверхневих яскравостех, яка коли-небудь була виявлена у Всесвіті. Crater 2 не видно неозброєним оком, як галактику, хоча видно деякі з її зірок.